# 日産・MA09ERT
日産・MA09ERTは、日産自動車が製造していた直列4気筒レシプロエンジンの名称。
日本の自動車史上稀にみるツインチャージャー（ターボと機械式の両方を併用するスーパーチャージャー）を採用した量産エンジンで、日本国内の自動車メーカーに限れば唯一の量産エンジンである。搭載車種は日産・マーチ K10のホットモデルのみである。

## 概要
マーチターボに搭載されたMA10ETエンジンをベースにスーパーチャージャーを追加することにより、動力性能と全域高レスポンスの向上を図ったエンジン。スーパーチャージャーは、ターボチャージャーの働かない低回転域でのレスポンスと出力を向上し、高回転域では、ターボチャージャー（インタークーラー付）が出力の向上を図った。
競技用エンジンで、始めはマーチターボフェイスのレース用車両、リトル･ダイナマイト･カップ･レース用車両(1987年~)でMA10ET改に搭載（プロトタイプ）。その後、1988年登場の競技専用市販車マーチRに搭載。主にラリー競技で活躍。
その後1989年、追加登場のマーチRのGT普及版でもあるマーチスーパーターボにも搭載された。このエンジンの排気量、930ccは、国際ラリー競技クラス規定の過給機係数×1.7で1,600cc未満クラスでエントリーできるようにしてある。

## 機構
基本構造はMA10ETと同じ水冷直列4気筒SOHC、V型弁配置クロスフロー吸排気ポート、半球型燃焼室。燃料噴射システムはシーケンシャルインジェクション。燃料供給装置には日産・ECCSが導入されている。
ターボチャージャーが効きにくい低回転域で主にスーパーチャージャーが過給し、低回転域のトルクとレスポンスを向上させタイムラグなしの加速性能を引きだす。一方、ターボチャージャーは高回転域での過給を受け持ちハイトルクとハイパワーをもたらす。この両者はバイパス制御弁によって滑らかに繋がり、過給効果を最大に発揮。排気量1.0リットル当たりの出力は、シングルカムエンジンでは最強の118PSをマークした。